# عاصم إبراهيم الكيالي
عاصم الكيالي هو عاصم جمعة إبراهيم الكيالي الحسيني الحنفي الأشعري (ولد في بيروت عام 1954) هو شيخ الطريقة الشاذلية الدرقاوية في لبنان ومؤلف ومحقق أكثر من مئة وسبعين (170) عملاً من المصادر والمراجع في التصوف الإسلامي والعقيدة، وهو خليفة الشيخ عبد الرحمن الشاغوري في لبنان.

## التحصيل العلمي في المجالين الديني والأكاديمي
نال الشهادة الابتدائية من مدرسة أبي بكر الصديق التابعة لجمعية المقاصد الخيرية الإسلامية في بيروت عام 1968، ثم تابع الدراسة في المرحلة الإعدادية في ثانوية رمل الظريف الرسمية في بيروت وفي عام 1971 سافر إلى دمشق الشام في طلب العلم الشرعي وسلوك طريق التصوف حيث تعرف على الشيخ عبد الرحمن الشاغوري وأخذ عنه الطريقة الشاذلية الدرقاوية ولازمه منذ ذلك الوقت، وتسجل في معهد جمعية الفتح الإسلامي حيث درس على كبار علماء دمشق كالشيخ محمد صالح فرفور والشيخ عبد الرزاق الحلبي والشيخ أديب الكلاس وحاز على دبلوم الشريعة واللغة العربية الذي يمنحه المعهد عام 1976. ثم تابع دراسته الجامعية في جامعة الأزهر الشريف في القاهرة حيث نال ليسانس في الشريعة الإسلامية من كلية الشريعة والقانون عام 1979.
ثم تابع الشيخ دراساته العليا في المغرب حيث نال دبلوم الدراسات العليا في العلوم الإسلامية والحديث عام 1980 ثم دبلوم الدراسات العليا في العلوم الإسلامية والتفسير من جامعة القرويين - دار الحديث الحسنية عام 1981. ثم سافر إلى باريس حيث نال شهادة الدكتوراه في تاريخ الفلسفة الإسلامية من جامعة السوربون جامعة باريس بانتيون سوربون عام 1984، وكان موضوع أطروحته (فلسفة الإنسان الكامل عند الشيخ عبد الكريم الجيلي).
وفي مجال الطريقة والتصوف الإسلامي فقد أجازه الشيخ عبد الرحمن الشاغوري في العلوم الشرعية أولاً ثم أجازه في علوم الحقيقة (الوعظ والإرشاد والتسليك) في تسعينات القرن المنصرم.[بحاجة لمصدر]

## أهم المهام والمناصب التي تقلدها
بعد نيل شهادة الدكتوراه، شغل الشيخ عدداً كبيراً من الوظائف الأكاديمية والعلمية في مؤسسات إسلامية هامة مثل دار الفتوى في لبنان حيث شغل منصب أستاذ محاضر في جامعة بيروت الإسلامية -كلية الشريعة التابعة لها في ثلاث فترات متفرقة (1985-1987)، (1999-2000)، (2011-2012) وشغل وظيفة رئيس قسم الدراسات الإسلامية فيها بين عامي 1999 و2000، ورقي في نفس الفترة من رتبة مدرس إلى رتبة أستاذ مساعد بقرار من مجلس عمدة كلية الشريعة - جامعة بيروت الإسلامية برئاسة صاحب السماحة مفتي الجمهورية اللبنانية الشيخ الدكتور محمد رشيد راغب قباني. كما عمل في جمعية المقاصد الخيرية كموجه لدائرة التربية الإسلامية بمديرية التربية والتعليم التابعة لها بين عامي 1985 و1987، وأشرف على تأليف سلسلة المبادئ الإسلامية (الشيخ واليمامة) الجزء الثاني والثالث الصادرة عن دار المقاصد الإسلامية للتأليف والطباعة والنشر.
وعمل الشيخ كباحث في مديرية التوجيه المعنوي في القيادة العامة للقوات المسلحة في دولة الإمارات العربية المتحدة وعضو هيئة تحرير مجلة درع الإسلام الصادرة عنها بين عامي 1987 و1992 وكرئيس قسم البحوث الإسلامية بمديرية الأوقاف والشؤون الإسلامية بإمارة دبي ما بين عامي 1993 و1998، وسكرتير تحرير مجلة الأبحاث الإسلامية الصادرة عن القسم نفسه.
وفي مجال الصحافة عمل الشيخ كرئيس الصفحة الإسلامية بجريدة اللواء اللبنانية بين عامي 2000 و2003.نشر خلال هذه الفترة عشرات المقالات الإسلامية في مجالات مختلفة وخصوصا في مجال التربية والسلوك والمعرفة الإلهية.
وفي المجال العلمي، عمل كرئيس قسم التحقيق والتأليف في شركة العريس للكمبيوتر ما بين عامي 2001 و2003 حيث ألف وشارك في تأليف المادة العلمية لعشرات البرامج الرقمية التي أنتجتها هذه الشركة في تلك الفترة.وهو إضافة إلى دروسه الدعوية في التصوف يحاضر قي منتديات ومراكز علمية مختلفة في مجال العقيدة والعرفان الروحي الملكوتي والجبروتي.
يشغل الشيخ حالياً منصب رئيس قسم التصوف الإسلامي في دار الكتب العلمية منذ عام 2003 حيث أنجز عشرات الكتب ما بين تأليف وتحقيق وجمع وإعداد وتلخيص وتصحيح وتخريج وتعليق.
وقد عين في 20-05-2014 مديراً لشؤون الطلاب في كلية الشريعة - جامعة بيروت الإسلامية التابعة لدار الفتوى في الجمهورية اللبنانية بيروت بقرار من رئيس الجامعة صاحب السماحة مفتي الجمهورية اللبنانية الشيخ الدكتور محمد رشيد راغب قباني.
وبعد تقاعده في عام 2019، واصل نشاطه الأكاديمي إذ عمل في جامعة الجنان في طرابلس أستاذا محاضرا في الدراسات العليا وأستاذاً محكماَ ومشرفاَ على البحث العلمي في الماجستير والدكتوراة، وكذلك أستاذاً زائراً في جامعة طرابلس حيث درَّس مواد التصوف والأخلاق وتاريخ الخلفاء الراشدين.

## أهم كتب الشيخ وأعماله العلمية في مجالي التأليف والتحقيق وغيرهما

### التأليف
- الإنسان الكامل عند عبد الكريم الجيلي: هي دراسة الدكتوراه التي قدمها الشيخ في جامعة السوربون عام 1984، وقد صدرت النسخة الفرنسية من هذه الدراسة عن دار الكتب العلمية عام 2004.
- اللطائف الإلهية في شرح مختارات من الحكم العطائية: وهو شرح لثلاثين حكمة من حكم ابن عطاء الله السكندري مع بيان للمصطلحات الصوفية الواردة في الحكم مع دراسة عن تعريف التصوف ومشروعيته وأهميته في حياة وسلوكيات المسلم.
- الولاية والولي عند السادة الصوفية في الشريعة والطريقة والحقيقة: مناقشة معنى الولاية والولي عند علماء الشريعة والطريقة والحقيقة مع ذكر نماذج وافية من نصوصهم في هذا الصدد.[بحاجة لمصدر]

### التحقيق
حقق الشيخ أكثر من 60 مخطوطة الكثير منها يحقق وينشر لأول مرة، تشمل هذه الأعمال ما يلي على سبيل المثال لا الحصر:
- الإنسان الكامل في معرفة الأواخر والأوائل: كتاب الشيخ عبد الكريم الجيلي المشهور وقد تم تحقيقه من مخطوطة مكتبة الأزهر الشريف.
- ميزان العقائد الشعرانية المشيدة بالكتاب والسنة المحمدية للشيخ عبد الوهّاب الشعراني، مخطوط ينشر لأول مرة.
- إحكام الحكم في شرح الحكم العطائية لابن عطاء الله السكندري للشيخ إبراهيم المواهبي، مخطوط ينشر لأول مرة.
- كنز الخفا في مقامات الصوفي للشيخ حسام الدين البدليسي، مخطوط ينشر لأول مرة.
- شرح فصوص الحكم للشيخ يازيجي أوغلو الكاليبولي، مخطوط ينشر لأول مرة.
- شرح الصلاة الكبرى للشيخ الأكبر ابن عربي للشيخ عبد الغني النابلسي.
- شرح التجليات الإلهية والكشوفات الربانية للشيخ عبد الغني النابلسي.
- ديوان ابن القيصري للشيخ ناصر الدين محمد بن موسى ابن القيصري.
- ديوان العارف بالله تعالى الشيخ عفيف الدين سليمان بن علي التلمساني.
- رسائل صوفية في الحقائق والتجليات الإلهية الأنفسية والآفاقية لمجموعة من العلماء الصوفيين.
- الفتوحات الربانية في شرح التدبيرات الإلهية في إصلاح المملكة الأنسانية للشيخ حسين بن طعمة البيتماني الدمشقي الميداني.
- كشف المخدرات في خبا المعشرات للشيخ علي القاري الموصلي الجفعتري/الوهبي.
- ديوان العارف بالله تعالى قطب العارفين الشيخ الإمام علي وفا.
- شرح الجواهر الخمس للشيخ أحمد بن عبد القدوس الشناوي وتكملته للشيخ سالم بن شيخان.
- شرح الحكم العطائية للشيخ أبي المواهب الشاذلي.
- الذخائر في علوم الأوائل والأواخر للشيخ أيوب الخلوتي.

وغيرها الكثير حيث بلغ عدد الكتب التي حققها الشيخ أكثر من ستين عملاً.[بحاجة لمصدر]

### الإعداد والتلخيص
- الحقائق الإلهية في أشعار الفتوحات المكية: جمع لكل أشعار الفتوحات المكية الواردة في المعارف، المعاملات، المنازل، المنازلات، الأحوال، المقامات للشيخ الأكبر محيي الدين محمد بن عربي الحاتمي.
- الحقيقة المحمدية عند أقطاب السادة الصوفية إسلاما وإيمانا وإحسانا: مختصر من موسوعة جواهر البحار في فضائل النبي المختار للشيخ يوسف النبهاني ركز على ذكر الفضائل المحمدية عند الصوفية وأسرار الحقيقة المحمدية وكمالاته وهدايته للعالم وماتعلق بذلك من أمور وأحكام.
- الحقائق الإلهية في تائيات الصوفية: جمع عشرين تائية لكبار أهل الله تعالى لخصوا فيها ما فتح الله به عليهم من المعارف الربانية والعلوم اللدنية.
- مجموع لطيف أنسي في صيغ المولد النبوي القدسي: مجموعة من صيغ الموالد التي كتبها مشايخ الصوفية عبر العصور.
- القاموس الصوفي من كلام العارف بالله الشيخ عبد الرزاق القاشاني: كتاب في التصوف يعد مرجعا جامعافي الكلمات العرفانية عند السادة الصوفية فقد حوى الفا وستمئة وثمانية وخمسين مصطلحا من أمهات مصطلحات الصوفية التي لابد من دراستها قبل الدراسة والبحث في التصوف.
- إبعاد الغمم عن إيقاظ الهمم في شرح الحكم: تلخيص لشرح الشيخ أحمد بن عجيبة الشهير على الحكم العطائية.
- نقد النصوص في شرح نقش الفصوص للشيخ عبد الرحمن الجامي.
- آداب الطريقة وأسرار الحقيقة في رسائل الشيخ عبد الرزاق القاشاني.
- مجموع رسائل صوفية في الصلوات على خير البرية لمجموعة من علماء التصوف.
- رسائل الشيخ أحمد بن مصطفى بن عليوه المستغانمي.

وغيرها الكثير.[بحاجة لمصدر]

### الضبط والتصحيح والتخريج والتعليق
يشمل هذا عدداً كبيراً من الكتب منها:
- إعجاز البيان في تفسير أم القرآن (سورة الفاتحة) للشيخ صدر الدين القونوي.
- لطائف الإعلام في إشارات أهل الإلهام للشيخ عبد الرزاق القاشاني.
- المنح القدوسية في شرح المرشد المعين على الضروري من علوم الدين بطريق الصوفية للشيخ أحمد العلاوي.
- مشرب الأرواح - ألف مقام ومقام من مقامات العارفين بالله تعالى للشيخ روزبهان البقلي.
- النفحات الأقدسية في شرح الصلوات الأحمدية الإدريسية للشيخ محمد بهاء الدين البيطار الشامي الميداني.
- منتهى المدارك في شرح تائية ابن الفارض للشيخ سعيد الدين الفرغاني عن نسخة حجرية وهي أول طبعة حديثة لهذا العمل.
- المواقف الروحية والفيوضات السبوحية للأمير عبد القادر الجزائري وهي أول طبعة حديثة لهذا العمل.
- شرح الجامي على فصوص الحكم للملا عبد الرحمن بن أحمد الملقب بنور الدين.
- جواهر النصوص في حل كلمات الفصوص للشيخ عبد الغني النابلسي وهي أول طبعة حديثة لهذا العمل.
- شرح مؤيد الدين الجندي على فصوص الحكم لابن عربي.
- شرح منازل السائرين لشيخ الإسلام عبد الله الهروي للشيخ عفيف الدين التلمساني.

وغيرها الكثير.[بحاجة لمصدر]

### مكتبة قوت القلوب
في عام 2017، أشرف الشيخ على افتتاح مكتبة قوت القلوب، والتي عمل من خلالها على تحقيق ونشر عدد من المخطوطات النادرة من تراث التصوف الإسلامي. وتشمل المخطوطات المحققة الصادرة من المكتبة بتحقيق الشيخ:
- موائد العرفان للشيخ محمد نيازي المصري الخلوتي.
- مصباح القلب في شرح مفتاح علوم الغيب للشيخ عثمان فضلي الرومي.
- إطلاق القيود شرح مرآة الوجود للشيخ عبد الغني النابلسي.[بحاجة لمصدر]